# NGC 2393
NGC 2393 é uma galáxia espiral (Sc) localizada na direcção da constelação de Gemini. Possui uma declinação de +34° 01' 40" e uma ascensão recta de 7 horas, 30 minutos e 4,9 segundos.
A galáxia NGC 2393 foi descoberta em 7 de Fevereiro de 1885 por Édouard Jean-Marie Stephan.